# Бематара (округ)
Бематара (англ. Bemetara) — округ в индийском штате Чхаттисгарх. Образован в 1 января 2012 года, путём выделения из округа Дург. Административный центр — город Бематара. Площадь —  км². Население — человек (на 2011 год). Состоит из 4 административных единиц 3-о уровняː Bemetara, Nawagarh, Saja, и Berla.